# Selmash Kharkiv
El Selmash Kharkiv (en ucraniano: Сільмаш (Харків)) fue un equipo de fútbol de la RSS de Ucrania que jugó en la Primera División de la Unión Soviética, la primera categoría de fútbol de la Unión Soviética.

## Historia
Fue fundado en el año 1910 en la ciudad de Járkov con el nombre Sade FC como le equipo representante de la Gelferikh Sade Factory, fábrica dedicada a la creación de maquinaria para construcción; y durante el periodo del Imperio ruso fue campeón de la ciudad en dos ocasiones.
En 1922 la fábrica entró al proceso de nacionalización y el club cambia su nombre por el de FC Serp i Molot Kharkiv, nombre que cambiaron en 1936 por el de Selmash Kharkiv. Dos años después logra jugar en la Primera División de la Unión Soviética, donde desciende tras una temporada al terminar en el lugar 15 entre 25 equipos, solo dos puntos detrás del Stalinets Leningrado.
El club desaparece en 1941 cuando se fusiona con el FC Dynamo Járkov para crear al FC Spartak Kharkiv, aunque al finalizar la Segunda Guerra Mundial nace el club sucesor en las divisiones aficionadas.

## Palmarés
- Campeonato de Kharkiv: 2

1913, 1917

## Jugadores

### Jugadores destacados
- Piotr Buyanov
- Sergey Kopeiko
- Boris Fomenko